# Cosroe Dusi
Cosroe Dusi (28 de julio de 1808 - 9 de octubre de 1859) fue un pintor italiano de estilo neoclásico, activo durante muchos años en San Petersburgo, Rusia, que pintó principalmente temas sagrados e históricos. Dusi fue apodado por sus contemporáneos el  "Tintoretto moderno", por su vivacidad de invención y rapidez en la pintura.

## Educación y primeros trabajos en el Véneto y el Tirol.
Cosroe nació en Venecia. Se matriculó en 1820 en la Academia de Bellas Artes de Venecia, donde su mentor fue el pintor Teodoro Matteini, que también había enseñado al influyente Hayez.  En la Academia, Dusi estudió junto a Michelangelo Grigoletti. 
Después de graduarse en 1827, la Academia le otorgó a Dusi una sala cerca de la escuela y exhibió el gran lienzo histórico, La muerte de Alcibiades, seguido de Paolo y Francesca da Rimini, expuesta en 1831 en Brera. En 1829, en la exposición anual de la Academia, exhibió La ninfa Salmacis seduce al inocente Hermafrodito, una Virgen y un niño con San Juan, y dos pequeñas pinturas que representan escenas de escritos de Gasparo Gozzi. En 1830 se casó con Antonietta Ferrari, hija y hermana respectivamente de los escultores Bartolomeo y Luigi Ferrari.  Luigi también había estudiado en la Academia con Dusi.
En Venecia, Dusi colaboró en la producción de ilustraciones para libros y series litográficas.  Para el diario Il Gondoliere, hizo un retrato litográfico de Leopoldo Cicognara, que se usó en el obituario de Cicognara en 1834, y se basó en una pintura al óleo previa de Ludovico Lipparini.  Dusi, junto con Grigoletti y Michele Fanoli, completaron una serie de litografías que representan diversos oficios de venecianos, publicados por Galvani. Los sujetos fueron en su mayoría figuras de género (pescaderas, deshollinadores, etc.) o retratos (de cantantes, actores y bailarines). El Museo Correr de Venecia tiene grabados y litografía de Drusi.  También viajó por Mónaco, Alemania y Rusia. 
En 1831 se le encargó pintar el retablo mayor que representa a los santos Pedro y Pablo y otro retablo de la Virgen del Rosario y Santo Domingo para la iglesia parroquial del mismo nombre en Sexten, en el Tirol. Pintó a San Lucas pintando la Virgen (altar lateral derecho, 1833) y la Asunción de María (1834, retablo mayor) del Santuario de Santa Assunta de María Luggau en Carintia Occidental. También pintó frescos de la Resurrección de los Muertos para la capilla del cementerio de Cortina d'Ampezzo. Entre sus otras pinturas religiosas se encuentran su adopción del hábito por Santa Gertrudis (1835) para el altar mayor de la iglesia parroquial de Mühlwald; en 1836 completó un retablo que representa a Santa Maria Assunta (1836) para el altar lateral de una iglesia parroquial cerca de Bruneck; una crucifixión para la iglesia parroquial de San Miguel en Brixen; y una Gloria de Santa Catalina para el altar mayor de la iglesia parroquial de Graun im Vinschgau; y un Tránsito de San José (1839) para la iglesia de San Luca Evangelista en Padua.
Para la iglesia parroquial de San Martín en Gsies , pintó el retablo que representa la Comunión de San Martín, obispo de Tours. Para la iglesia de Santa Maria Assunta de Taufers, pintó una Sagrada Familia con el joven San Juan Bautista (1839). 
Dusi recibió el encargo de completar el retablo mayor de la Colegiata de Santa Maria Maggiore de la ciudad principal de la isla dálmata de Cherso (ahora Cres, Croacia). Un incendio en 1826 destruyó el antiguo retablo renacentista de Andrea Vicentino que representa el milagro de la Virgen de la Nieve. Dusi intentó hacer una copia precisa (1833) del icono. En 1834 pintó un retablo de los santos Filomena, Lucía y Ágata (1834) para la iglesia veneciana de San Martino. 

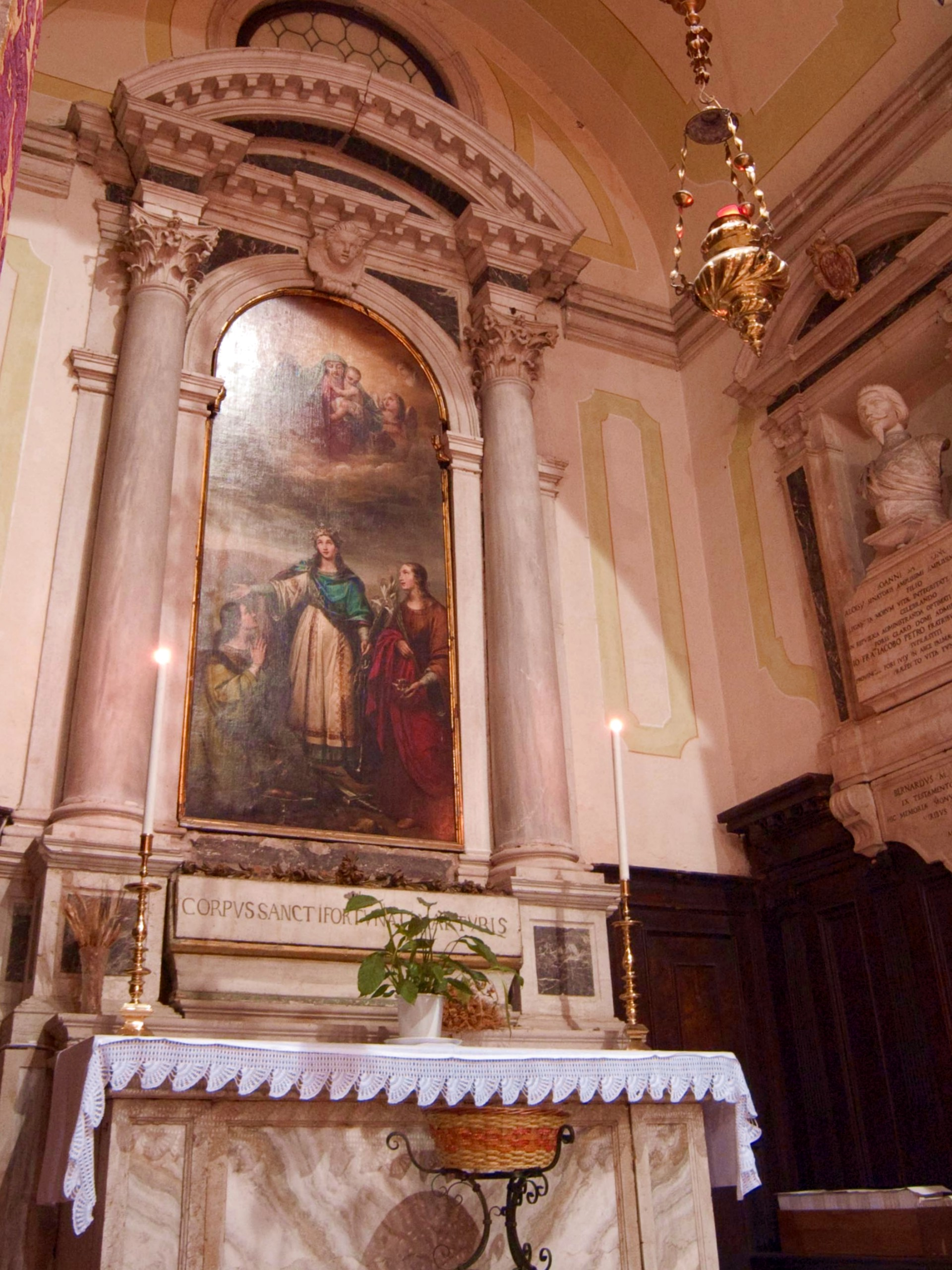
Santas Filomena, Lucía y Ágata pintura de Cosroe Dusi, Iglesia de San Martino

Después de que el Teatro La Fenice se incendiara, Dusri recibió el encargo en 1837-1838 de pintar el sipario (cortina principal)  para la casa del teatro, recientemente reconstruida. El tema de la cortina era, apropiadamente, la Apoteosis del Fénix; sin embargo, en 1854, esta cortina fue reemplazada por una escena más patriótica y nacionalista.  Drusi también pintó cortinas para el teatro San Samuele de Venecia y el teatro Nobile de Udine.  El tema de este último fue Miguel Ángel presentando al joven Giovanni da Udine al Duque Gonzaga. 
En 1838, Drusi diseñó y Francesco Locatelli grabó cuadros que celebraban la visita del emperador Fernando I de Austria. Los temas fueron: Celebración de la finalización de la presa de Malamocco y Entrada del emperador en Chioggia. En una exposición celebrada en la Academia Veneciana para celebrar la visita, Drusi exhibió siete obras: Romeo y Julieta; la Comunión de San Martín de Tours, (Sócrates censura) a Alcibíades entre los Heterae; las oraciones de su esposa convencen a Enrique IV de absolver a los prisioneros de Calais; un Paisaje, Retratos de una familia y, finalmente, un boceto no especificado para una pintura histórica.

## Trabajo en Rusia
Dusi había vivido brevemente en Múnich, Baviera, donde había pintado principalmente retratos, pero alrededor de 1840, el Gran Duque Nicolás de Rusia, después de visitar su estudio veneciano, invitó a Dusi a San Petersburgo.  En Rusia, pintó retratos del Gran Duque y miembros de la familia imperial y de la corte, incluido el General Suhozanet (1842), Kavos (1849), de Feodosiya Tarassova Gromova. Su María reina de los escoceses conducida al cadalso le concedió la membresía en la Academia de Bellas Artes de San Petersburgo en 1842, otro cuadro de Alcibiades entre los Heterae, lo convirtió en un académico (1843), y finalmente, con su Deposición, obtuvo un puesto de profesor (1851).  En Rusia, también pintó bodegones y paisajes. Participó en la decoración encáustica del techo de madera de la galería de pintura antigua del Hermitage, representando las estaciones y obras de arte y edificios antiguos (basados en dibujos de Georg Hiltensperger).  Dusi también pintó numerosos íconos para la Catedral de San Isaac en San Petersburgo, que luego fueron reemplazadas por copias en mosaico, representando: el Salvador y María, Madre de Dios, para el lado derecho del iconostasio del altar, una Última Cena, una Deposición, Santa Anastasia y Santa Catalina de Alejandría (1844-1855). Pintó para capillas privadas de los edificios de la capital y fincas del país. 
Dusi decoró el techo del Teatro Marinsky y dos cortinas, ambas perdidas, una para el teatro Bolshoi en Moscú, que representa la entrada de Ilsolenne del Príncipe Požorskij a Moscú, y la otra, probablemente para el teatro Alejandrino de San Petersburgo en 1858. El zar le otorgó la Orden de Santa Ana de tercera clase y la Orden de San Estanislao de tercera clase.

## Regreso a Venecia
En 1831, Dusi había sido nombrado socio honorario de la Academia Veneciana y, a lo largo de los años, había vuelto a visitar periódicamente su Venecia natal. Regresó a Venecia para quedarse finalmente en 1856 y esperó, sin éxito, un puesto de profesor en la Academia, en cambio, fue nombrado para la cátedra el pintor austriaco Karl von Blaas  Su última obra conocida, Una vigilia en casa de Tintoretto, fue expuesta en Venecia en 1857.  Pintó dos retablos: San Antonio de Padua y una Deposición (1851) para la iglesia veneciana de San Giovanni in Bragora.
Murió el 9 de octubre de 1859 en Marostica, cerca de Vicenza. 